# Menhir dit La Roche Longue
Le menhir dit La Roche Longue est un mégalithe à Saint-Marcan, dans le département français d'Ille-et-Vilaine, région Bretagne.

## Histoire
Le menhir date du Néolithique et a été classé monument historique le 4 août 1933.

## Caractéristiques
Le menhir se situe à environ 65 mètres d'altitude, au milieu d'un champ situé le long de la route départementale D89, à 200 mètres au sud-est du bourg de Saint-Marcan, entre le cimetière et lieu-dit de la Croix Seigneur.